# Saint-Marcel-de-Richelieu
Saint-Marcel-de-Richelieu è un comune del Canada, situato nella provincia del Québec, nella regione di Montérégie.